# Bassania meropia
Bassania meropia är en fjärilsart som beskrevs av Druce 1892. Bassania meropia ingår i släktet Bassania och familjen mätare. Inga underarter finns listade i Catalogue of Life.